# Wolfgang Hildesheimer
Wolfgang Hildesheimer (* 9 de diciembre de 1916 en Hamburgo, † 21 de agosto de 1991 en Poschiavo, Suiza). fue un escritor, autor teatral y radiofónico y pintor alemán.

## Biografía
Wolfgang Hildesheimer nació en el seno de una familia judía en Hamburgo. Después de aprender ebanistería en Palestina, lugar al que habían emigrado sus padres, estudió pintura y escenografía en Londres. 
En 1946 inició su actividad como traductor simultáneo en los procesos de Núremberg. Después trabajó como escritor y fue miembro del Grupo 47, del que también formaban parte Ingeborg Bachmann, Arno Schmidt, Hans Magnus Enzensberger y Helmut Heissenbüttel, entre otros. 
En 1966 le fue concedido el premio Büchner, uno de los más prestigiosos del ámbito alemán. En 1977 publicó su biografía Mozart, la obra que él mismo consideraba "el libro de su vida".
Paralelamente a su actividad literaria, Hildesheimer llevó a cabo numerosos collages que reunió en varios volúmenes a partir de 1984.

## Obras
- 1952 Lieblose Legenden, Relatos
- 1953 Das Paradies der falschen Vögel
- 1954 Das Märchen von Prinzessin Turandot, Teatro radiofónico
- 1960 Herrn Walsers Raben, Teatro radiofónico
- 1962 Vergebliche Aufzeichnungen
- 1965 Tynset, Novela
- 1973 Masante, Novela
- 1977 Mozart, Biografía
- 1981 Marbot, Biografía ficticia
- 1983 Mitteilungen an Max (Über den Stand der Dinge und anderes)
- Pastorale oder Die Zeit für Kakao, Teatro
- Der Drachenthron, Comedia en tres actos
- Das Opfer Helena, Comedia en dos partes
- Die Verspätung, Pieza teatral en dos partes

- Datos: Q51510
- Multimedia: Wolfgang Hildesheimer / Q51510